# هنبری، استافوردشر
هنبری (به انگلیسی: Hanbury) یک روستا و محله مدنی در بریتانیا است که در استافوردشر شرقی واقع شده‌است. هنبری ۵۱۰ نفر جمعیت دارد.